# إس إس شيفرون للشرطة والعسكريين السابقيين

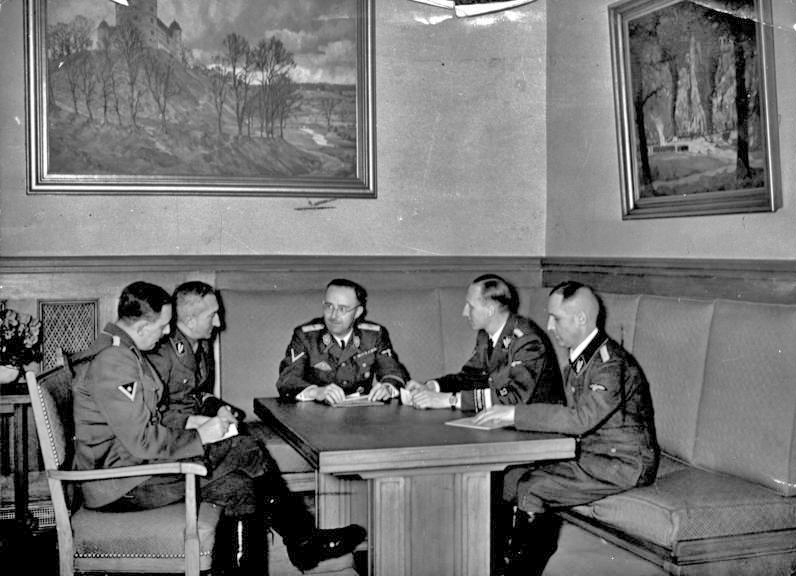
صورة 1939: تظهر من اليسار إلى اليمين هوبر، نيبي، هيملر ، هايدريش وهينريش ومولر.

The SS Chevron for Former Police and Military ( (بالألمانية: SS-Ehrenwinkel mit Stern für ehemalige Polizei- und Wehrmachtsangehörige)‏  كانت شارة تأهيل سابقة للخدمة يلبسها أعضاء من الحزب النازي شوتزستافيل (SS) الذين خدموا سابقًا في مجال إنفاذ القانون، كأعضاء في الرايخويهر أو أعضاء في الخوذة الحديدية، رابطة جنود الجبهة ("Steel Helmet، League of Front Soldiers") "). 
كانت إس إس شيفرون مشابهًا في المظهر لتكريم شيفرون للحرس القديم ، لكن كان وسطح داكنا ونقطة خدمة فضية. وكان من بين حاملي  شيفرون آرثر نيبي، الذي حصل على الشيفرون من خلال الخدمة السابقة كمخبر لدى إدارة شرطة برلين وفرانز جوزيف هوبر الذي حصل على شيفرون من خلال خدمته السابقة كمفتش شرطة في إدارة شرطة ميونيخ.  